# Danse macabre (Liszt)
Pour les articles homonymes, voir Danse macabre (homonymie) et Totentanz.
La Danse macabre ou Totentanz S. 126 est une œuvre pour piano et orchestre de Franz Liszt. Elle est sous-titrée Paraphrase sur le Dies iræ.
La pièce a été, à tort, rapprochée par Lina Ramann à la fresque Le Triomphe de la Mort de Buonamico Buffalmacco, située au Camposanto de Pise. Son inspiration véritable provient de la série de gravures Der Totentanz de Hans Holbein. La première édition de l'œuvre mentionne explicitement Holbein comme source, une information également confirmée par Liszt lui-même dans une lettre adressée à Hans von Bülow.
Cette œuvre a été créée en 1849. Revue dix ans plus tard, elle fut publiée en 1865, par Siegel, puis en 1919 par le pianiste Ferrucio Busoni. Le gendre de Liszt, le chef d'orchestre et pianiste Hans von Bülow, avait interprété l'œuvre en 1865.

## Instrumentation
| Nomenclature du Totentanz                                            |
| Cordes                                                               |
| Premiers violons, seconds violons, altos, violoncelles, contrebasses |
| Bois                                                                 |
| 1 Piccolo 2 flûtes, 2 hautbois, 2 clarinettes en la, 2 bassons       |
| Cuivres                                                              |
| 3 trombones, tuba 2 cors en ré, 2 trompettes en ré                   |
| Percussions                                                          |
| Cymbales, triangle timbales, tamtam                                  |
| Clavier                                                              |
| Piano                                                                |

## Analyse
Le thème, récurrent, est inspiré de la séquence médiévale Dies iræ. Une cellule de quatre noires martelées dans le grave (fa, fa-sol, fa sol si, fa-sol) donne dès l'abord un caractère extrêmement sombre à l'œuvre. Cette cellule utilise un intervalle de seconde augmentée, qui sonne ici de manière particulièrement incertaine et même inquiétante. Cette courte formule emploie également l'intervalle de quarte augmentée - le fameux diabolus in musica (« diable en musique ») des théoriciens du Moyen Âge (diabolique car très difficile d'intonation, forcément dissonant et instable lui aussi). Ce décor à peine installé, Liszt fait entendre, en valeurs longues (ici, des blanches), la première strophe de la Prose des morts, séquence intégrée au XIIIe siècle au corpus grégorien. C'est un peu comme un cantus firmus théâtralisé. Le thème subit ensuite de nombreuses variations durant tout le morceau (environ 20 minutes).
Conçu dans l'esprit d'une marche funèbre, le début met mal à l'aise. Les audaces pianistiques du début dégringoleront en tempête sur la fin. Des dissonances explosives terminent la partition.
Outre le Dies iræ, Liszt fait entendre, au piano et à l'orchestre, le faux-bourdon composé par Louis Homet en 1722, qu'on chanta longtemps sur les strophes paires, en alternance avec les motifs musicaux de la séquence de plain-chant. Ces épisodes s'opposent à ceux qui sont générés par le thème principal.
Le Totentanz est connu comme l'une des partitions les plus difficiles de tout le répertoire pianistique.

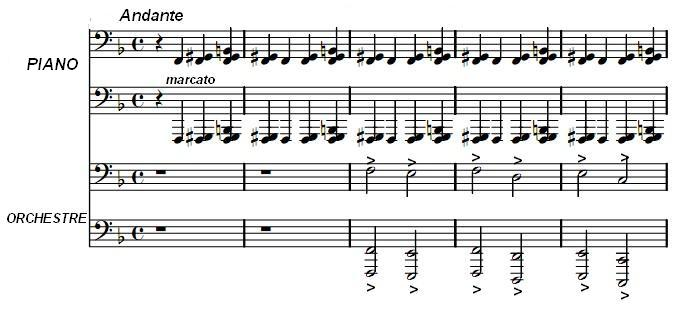
Premières mesures

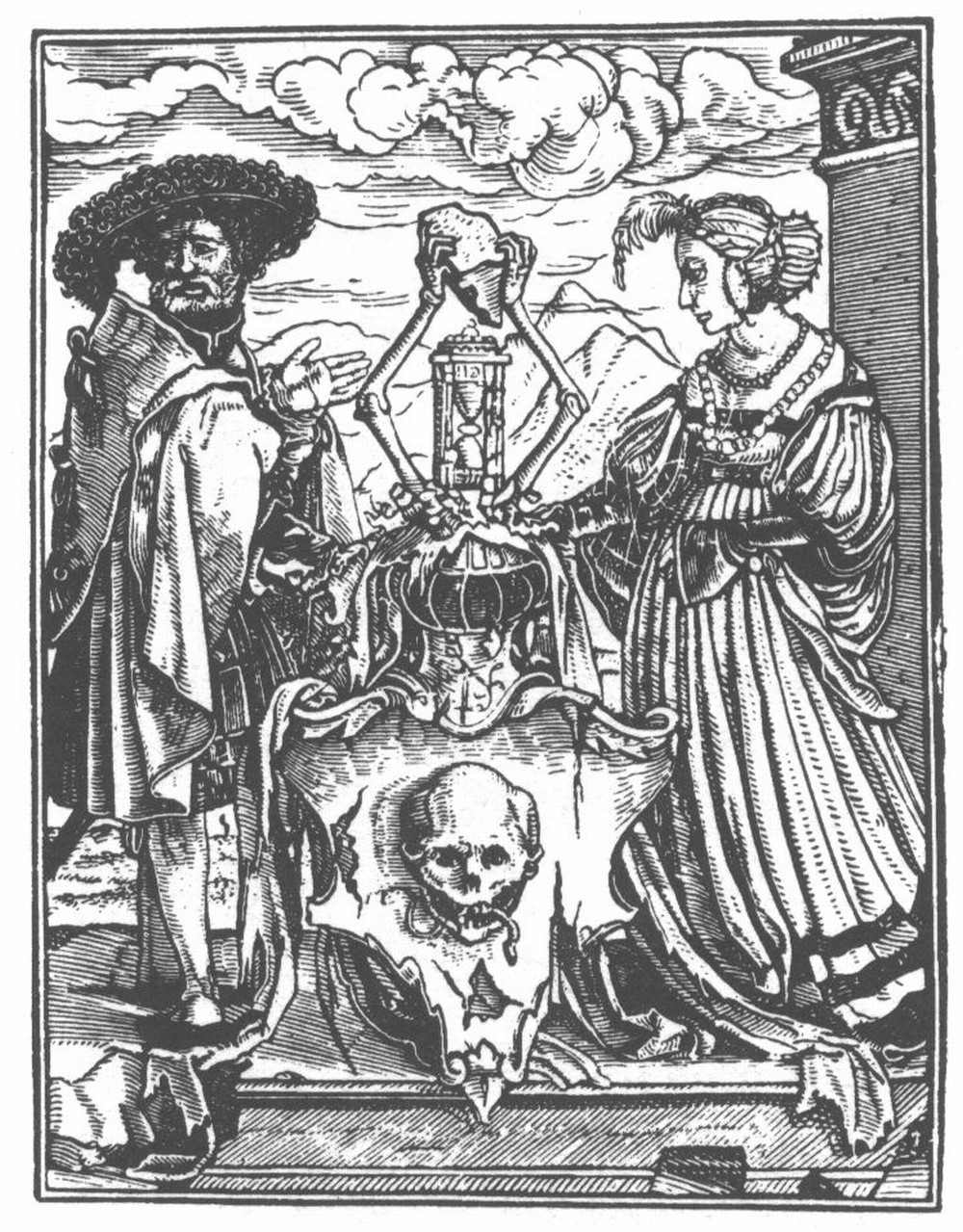
Hans Holbein, Danse macabre. XLI. La crête de la mort.

## Réception de l'œuvre
La liberté que Liszt a prise dans sa composition, a permis à ses détracteurs de le présenter comme un exhibitionniste de mauvais goût.
Le compositeur Béla Bartók, hongrois comme Liszt, trouvera remarquable cette œuvre puissante, parfois débordante, et se reconnaîtra dans ce style percutant ou même prophétique, malgré - ou peut-être à cause de - l'absence manifeste de sentiment, qui est une de ses caractéristiques.
Parmi les grands interprètes de cette œuvre, il convient de citer à part Sergueï Rachmaninov, qui l'interpréta plus de quarante fois lors de sa tournée de concerts aux États-Unis, d'octobre 1939 à mars 1941 : « On imagine à quel point cette pièce, bâtie sur le Dies iræ, devait convenir à l'auteur de L'Île des morts ! »

## Discographie
Il existe une version de 1986 du Totentanz enregistrée à la Salle Pleyel avec Martha Argerich au piano et l'Orchestre de Paris dirigé par Daniel Barenboïm.
Une autre version de référence est parue en 1988, enregistrée par le pianiste Krystian Zimerman, accompagné par le Boston Symphony Orchestra dirigé par Seiji Ozawa. Cette version figure sur le double CD The Liszt Recordings regroupant l'ensemble des œuvres de Liszt enregistrées par Krystian Zimerman pour Deutsche Grammophon.